# Probolotettix angulobus
Probolotettix angulobus är en insektsart som först beskrevs av Hancock, J.L. 1907.  Probolotettix angulobus ingår i släktet Probolotettix och familjen torngräshoppor. Inga underarter finns listade i Catalogue of Life.